# Bret Hedican
Bret Michael Hedican (* 10. August 1970 in Saint Paul, Minnesota) ist ein ehemaliger US-amerikanischer Eishockeyspieler, der im Verlauf seiner aktiven Karriere zwischen 1991 und 2009 unter anderem 1147 Spiele für die St. Louis Blues, Vancouver Canucks, Florida Panthers, Carolina Hurricanes und Anaheim Ducks in der National Hockey League auf der Position des Verteidigers bestritten hat. Hedican, der mit der Nationalmannschaft der Vereinigten Staaten an den Olympischen Winterspielen 1992 und 2006 teilnahm, feierte seinen größten Karriereerfolg in Diensten der Carolina Hurricanes mit dem Gewinn des Stanley Cups im Jahr 2006.
Hedican ist seit dem Jahr 2000 mit der US-amerikanischen Eiskunstlauf-Olympiasiegerin Kristi Yamaguchi verheiratet.

## Karriere
Der 1,88 m große Verteidiger begann seine Karriere im Team der St. Cloud State University aus der Western Collegiate Hockey Association, einer Liga im Spielbetrieb der National Collegiate Athletic Association. Beim NHL Entry Draft 1988 wurde der Linksschütze als 198. in der zehnten Runde von den St. Louis Blues ausgewählt (gedraftet).
Im März 1992 stand Hedican das erste Mal für die Blues in der NHL auf dem Eis, einige Wochen später erzielte er schließlich sein erstes Tor in der höchsten nordamerikanischen Profispielklasse. In der Saison 1992/93 pendelte der Abwehrspieler zwischen St. Louis und deren Farmteam, den Peoria Rivermen aus der International Hockey League. Ab der folgenden Spielzeit gehörte Hedican schließlich zum Stammkader der Blues, im März 1994 wurde er in einem Tauschgeschäft mit mehreren Spielern zu den Vancouver Canucks transferiert.
Im Januar 1999 wurde Hedican gemeinsam mit Pawel Bure und Brad Ference und unter anderem für Ed Jovanovski, Dave Gagner und Kevin Weekes zu den Florida Panthers abgegeben, bei denen er in der Saison 1999/00 sein  500. NHL-Spiel absolvierte.
Nach vier Spielzeiten wurde der US-Amerikaner unter anderem für Sandis Ozoliņš zu den Carolina Hurricanes transferiert, mit denen er im Jahr 2002 das Stanley-Cup-Finale erreichen konnte, welches allerdings gegen die Detroit Red Wings verloren wurde. In den Stanley-Cup-Playoffs 2006 erreichte das Team erneut das Finale und konnte diesmal den Pokal gewinnen, es war gleichzeitig Hedicans erster Stanley-Cup-Sieg in seiner bis dato 15-jährigen Karriere. Nach der Spielzeit 2007/08 wechselte der US-Amerikaner für ein Jahr zu den Anaheim Ducks. Im September 2009 gab er das Ende seiner aktiven Karriere bekannt.
Mit der Nationalmannschaft der Vereinigten Staaten nahm Bret Hedican an den Olympischen Winterspielen 1992 in Albertville und 2006 in Turin teil, allerdings ohne eine Medaille gewinnen zu können.

## Erfolge und Auszeichnungen
- 1991 WCHA First All-Star Team
- 2006 Stanley-Cup-Gewinn mit den Carolina Hurricanes

## Karrierestatistik
Vertrat die USA bei:
| - Olympischen Winterspielen 1992 - Weltmeisterschaft 1997 - Weltmeisterschaft 1999 | - Weltmeisterschaft 2001 - Olympischen Winterspielen 2006 |

(Legende zur Spielerstatistik: Sp oder GP = absolvierte Spiele; T oder G = erzielte Tore; V oder A = erzielte Assists; Pkt oder Pts = erzielte Scorerpunkte; SM oder PIM = erhaltene Strafminuten; +/− = Plus/Minus-Bilanz; PP = erzielte Überzahltore; SH = erzielte Unterzahltore; GW = erzielte Siegtore; 1 Play-downs/Relegation; Kursiv: Statistik nicht vollständig)